# Diocese de Azcapotzalco
A Diocese de Azcapotzalco (em latim: Dioecesis Azcapotzalcensis) é uma diocese da Igreja Católica localizada na capital federal do país, pertence a  Arquidiocese da Cidade do México no México. Foi fundada em 28 de setembro de 2019 pelo Papa Francisco. Com uma população católica de 812.000 habitantes, sendo 78,0% da população total, possui 67 paróquias com dados de 2021.

## História
Em 28 de setembro de 2019 o Papa Francisco cria a Diocese de Azcapotzalco através do território da Arquidiocese da Cidade do México.

## Lista de bispos
A seguir uma lista de bispos desde a criação da diocese em 2019.
|                        | Nome                          | Período                | Notas                  |
| Bispos de Azcapotzalco | Bispos de Azcapotzalco        | Bispos de Azcapotzalco | Bispos de Azcapotzalco |
| ---------------------- | ----------------------------- | ---------------------- | ---------------------- |
| 1º                     | Adolfo Miguel Castaño Fonseca | 2019 - atual           |                        |